# Thyroderus microphtalmus
Thyroderus microphtalmus is een keversoort uit de familie dwerghoutkevers (Cerylonidae). De wetenschappelijke naam van de soort werd in 1979 gepubliceerd door Roger Dajoz.